# Amandine Bégot
Amandine Bégot, née le 21 février 1981 à Paris, est une journaliste française. Après sept années sur des chaînes d'informations continues (i>Télé et LCI), elle rejoint la radio RTL où elle coprésente la matinale de RTL à partir de 2022, d'abord avec Yves Calvi, puis depuis août 2024 avec Thomas Sotto et est responsable de l’interview de 8 h 15.

## Biographie

### Carrière professionnelle
Née à Paris, Amandine Bégot est diplômée en journalisme de l'école CELSA en 2002 et commence sa carrière sur TV Breizh,.
Elle devient ensuite correspondante locale pour LCI, avant de présenter son premier journal télévisé national le 1er juin 2008.
En 2009, Amandine Bégot arrive sur i>Télé où elle anime le journal du soir, avant d'être à la tête de la matinale aux côtés de Thomas Thouroude. À la rentrée 2010, elle présente les journaux toutes les demi-heures sur le 6/9 Matinale de l'Info avec Olivier Galzi. À la rentrée 2012, elle anime la matinale avec Jérôme Bermyn. De 2013 à 2016, elle fait partie de la team Toussaint, la matinale d'information où elle présente les journaux télévisés. En août 2016, elle rejoint le 17h-19h puis quitte en novembre la chaîne alors en proie à une grève.
Elle retourne sur LCI et intègre la matinale de François-Xavier Ménage pour présenter les journaux télévisés à partir de janvier 2017,.
Fin août 2017, Amandine Bégot rejoint la matinale d'information de RTL pour présenter le journal de 7h30 et la revue de presse de RTL Matin, « la plus écoutée de France ». À la rentrée 2020, elle rejoint RTL Soir avec Thomas Sotto et Stéphane Carpentier (le vendredi). Elle y présente le journal de 18h. Elle présente aussi dans « Le monde tel qu'il est » une chronique où elle revient sur le même jour mais dans des années précédentes. C'est Isabelle Choquet qui l'a remplacée dans la matinale d'Yves Calvi. À la rentrée 2021, elle rejoint RTL Midi avec Pascal Praud.
À l'été 2019, elle succède à Ophélie Meunier (en congé maternité), à la présentation du 19:45 sur M6. 
À partir de la rentrée 2022, Amandine Bégot co-anime la matinale de RTL avec Yves Calvi, puis à partir d'août 2024, elle co-anime la matinale de RTL avec Thomas Sotto.

### Vie privée
Elle partage la vie de l'ancien journaliste Pascal Humeau un proche des milieux d'extrême droite. Le couple a eu un enfant, né en 2015,. 
En 2019, Amandine Bégot signe la préface du livre Tout sur l'endométriose : Soulager la douleur, soigner la maladie, affection dont elle est atteinte,.

## Ouvrage
- Delphine Lhuillery, Érick Petit et Éric Sauvanet (préf. Amandine Bégot), Tout sur l'endométriose : Soulager la douleur, soigner la maladie, Paris/14-Condé-en-Normandie, éditions Odile Jacob, coll. « O.J. Médecine », 20 février 2019, 288 p. (ISBN 978-2-7381-4600-7).